# Fimbriaphyllia paraancora
Fimbriaphyllia paraancora е вид корал от семейство Euphyllidae. Видът е уязвим и сериозно застрашен от изчезване.

## Разпространение и местообитание
Разпространен е в Австралия, Британска индоокеанска територия, Вануату, Гуам, Индонезия, Малайзия, Микронезия, Нова Каледония, Палау, Папуа Нова Гвинея, Северни Мариански острови, Сингапур, Соломонови острови, Тайланд, Филипини и Япония.
Обитава океани и рифове.